# Diplomati

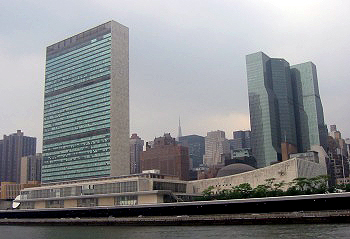
Förenta Nationerna, med högkvarter i New York, är världens och historiens största organisation för diplomati.

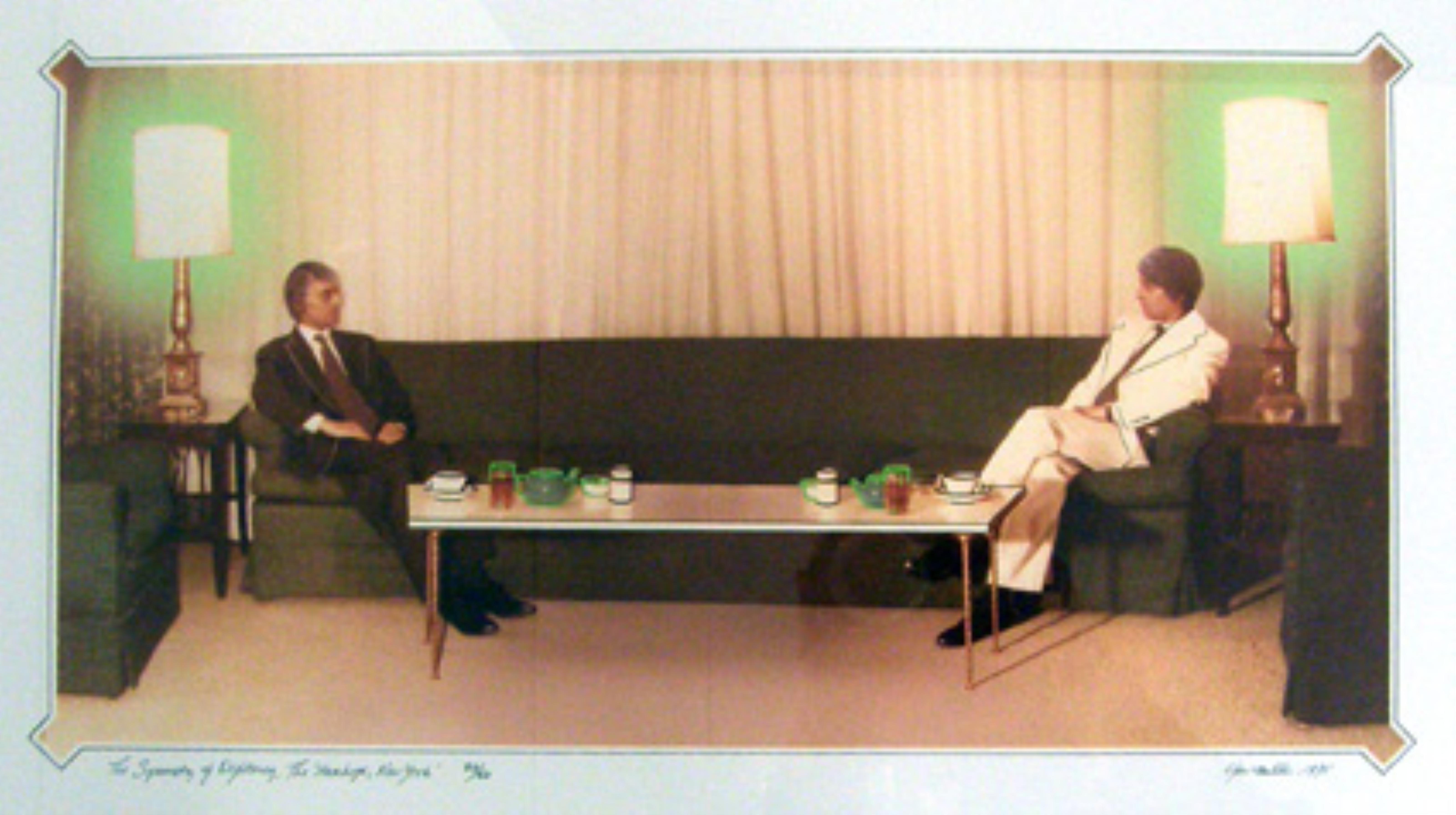
Ger van Elk, Symmetry of Diplomacy, 1975, Groninger Museum.

Diplomati är den utrikespolitiska eller mellanstatliga underhandlande verksamhet som gäller staters och deras regeringars ömsesidiga förbindelser. Den diplomatiska representationen för ett land kan ha rang av ambassad, delegation eller konsulat. Det övergripande syftet med diplomati är att lösa internationella konflikter på fredlig väg, och i förebyggande syfte genom att upprätthålla maktbalansen. Diplomatin gestaltar sig i dialoger och överenskommelser.
Ordet ”diplomati” kommer från grekiskan, diploma, vika ihop. I antikens Grekland var ett diploma ett certifikat som intygade fullgjorda studier, karakteristiskt hopvikt. Under Romerska republiken var diploma officiella resedokument, olika slags pass vilka stämplades med dubbla plåtar. Senare utvidgades betydelsen till fördrag och andra formella dokument. På 1700-talet kallade Frankrike sitt ämbetsorgan för utrikes ärenden, diplomatique. 1791 förekommer ordet på svenska i den betydelsen första gången: ”Sina Colleguer af den Diplomatiska Corpsen” (Hist. extract. 14: 5)
I talspråk eller i sociala sammanhang avser diplomati ett taktiskt utspel för att erhålla ett strategiskt övertag, ett sätt att framlägga åsikter artigt, utan konfrontation, vilket föranledde tidningsredaktören Caskie Stinnett att anmärka: "En diplomat är en person som kan be dig att dra åt helvete på ett sätt som gör att du faktiskt ser fram emot resan."

## Diplomat som yrke
En yrkesdiplomat är en person som arbetar med diplomati; den kollektiva benämningen för en grupp av en stats diplomater är delegation. Ambassadören är en diplomat med högsta rang, en delegation som leds av en ambassadör kallas ambassad. En delegation kan också vara tillfälligt sammansatt, till exempel för att företräda sitt land vid en viss förhandling. Diplomater är anställda av statschefen eller statens regering, och tillhör utrikesministeriet. Den som varit längst tid i samma tjänst eller rang kallas doyen.
I boken "Diplomatliv" (2008) av Rolf Lindholm behandlas 16 svenska diplomatöden. Tre diplomater på resa i Sverige på 1600-talet tas också upp. Sedan presenteras 18 utländska diplomater, som samtidigt var författare. Sju av dem blev Nobelpristagare. I boken finns också avsnitt om "Sveriges kolonier" och om "Utrikesförvaltningens framväxt".

## Historia
Allt sedan de första stadsstaterna för årtusenden sedan, har diplomati praktiserats. Det är först och främst för särskilda förhandlingar som diplomater sänts ut, och diplomaterna förväntas återvända till sin regering omedelbart efter avslutat uppdrag. Vanligen var diplomater släktingar till statsöverhuvudet, eller på annat sätt av hög position, i syfte att ge dem legitimitet och auktoritet när de förhandlade med den andra staten.
Ett anmärkningsvärt undantag utgörs av påven och Bysans; påvens agenter, apocrisiarii, var permanent placerade i Konstantinopel. Efter 700-talet ändrades dock förutsättningarna, bland annat genom ikonoklastiska striden, och detta förhållande upphörde.
Modern diplomati härstammar från norra Italien under renässansen. De första ambassaderna bildades på 1200-talet. Milano var framstående, i synnerhet under Francesco Sforza, då de bildade flera permanenta ambassader i andra norditalienska städer. Det var i norra Italien som den moderna diplomatins traditioner och sedvänjor skapades, som procedurerna under presentationen av en diplomat inför värdlandets statsöverhuvud.
Från Italien spred sig fenomenet till övriga Europa. Milano var den första staten som sände diplomater, och det var 1455 till franska hovet. I gengäld avvisade emellertid Milano Frankrikes begäran om att hysa diplomater, av rädsla för spionage och för att de franska diplomaterna skulle lägga sig i inrikes affärer. När Frankrike och Spanien i allt högre grad involverades i den italienska politiken, erkändes deras behov av en ambassad där. Snart utbytte de flesta stormakter i Europa diplomater. Spanien var det första landet med permanent delegation; det utsåg en ambassadör vid det engelska hovet 1487. Vid slutet av 1500-talet var permanenta delegationer en sedvänja. Tysk-romerske kejsaren var härvidlag ett undantag, på grund av svårigheten att låta en delegation representera alla underlydande hertigdömens intressen.
Under denna tid formaliserades diplomatin. Diplomaten med högst rang var ambassadör, som regel en aristokrat, och hans adliga värdighet varierade i relation till värdlandets anseende. Fasta standarder utvecklades; ambassadörer begärde residens där de gav överdådiga mottagningar och fester, och spelade en avgörande roll i värdlandets hovliv. Till mindre stater sändes envoyéer, vilket är en rang under ambassadör.

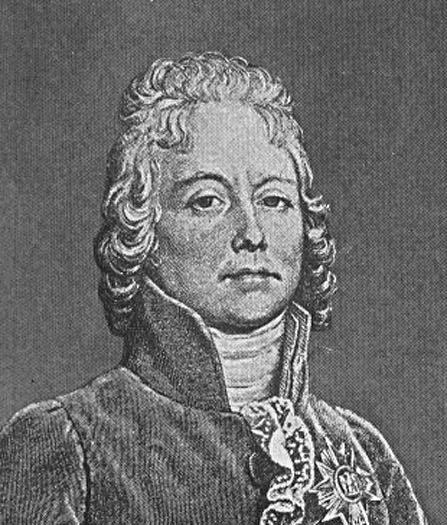
Den franske diplomaten Charles Maurice de Talleyrand brukar betraktas som en av de skickligaste diplomaterna genom tiderna.

Diplomatin blev mycket kostsam, och var mer komplex då än nu. Ambassadörerna värderades i sina värdländer efter kriterier för företrädesrätt som var mycket omstridda. I högst rang var diplomater från Vatikanen, och därefter från kungadömen, sedan hertigdömen och sist i rang hamnade diplomater från republiker. Hur två diplomater från samma statsskick rangordnades berodde på en mängd faktorer som ofta varierade, vilket orsakade ständiga maktkamper mellan de olika delegationerna i deras värdländer.
Ambassadörerna var aristokrater som tillsattes efter adlig värdighet och inte nödvändigtvis på personliga meriter, saknade stundom egentlig erfarenhet av utrikes affärer, och ibland även personliga förutsättningar. De behövde därför en stor stab av tjänstemän. Det förekom att dessa anställda fick större erkännande än ambassadören, och kunde vara mera namnkunniga. Ibland var dessa tjänstemän indragna i spionage. Behovet av skickliga tjänstemän täcktes av universiteten, och karriärmöjligheterna ledde till ett ökat studium av internationell rätt, moderna språk och historia i alla europeiska länder.
Under samma tid började stadigvarande utrikesministärer bildas för att organisera beskickningarna i de olika länderna. Dessa utrikesministrar hade inte samma uppgifter som nutida sådana, utan ofta hade de också inrikes affärer på sitt bord. Storbritannien hade två utrikesministrar vilkas uppgifter överlappade varandra till 1782. Utrikesministärerna var mycket mindre än de nutida; Frankrikes utrikesdepartement hade endast 70 anställda på 1780-talet.
Formerna för den moderna diplomatin spreds till Ryssland och Östeuropa omkring början av 1700-talet. Den franska revolutionen fick diplomatin att upphöra en tid, och efter krigen hade Frankrike inte längre adliga diplomater. Även de diplomatiska rangordningarna förkastades av den franska republiken. Napoleon I vägra acceptera diplomatisk immunitet, och lät fängsla flera brittiska diplomater för komplotter mot Frankrike. Dessutom var han för rastlös för den byråkratiska diplomatin.
Efter Napoleons fall inrättade Wienkongressen 1815 ett internationellt system för diplomatisk rangordning. Dispyter om företrädesrätt för vissa länder, och därigenom en passande position i diplomatin, skulle fortgå till efter andra världskriget, då ambassadörens namn blev norm.
Utanför Europa var diplomatin avsevärt annorlunda. En grundläggande förutsättning för lyckad diplomati är att det finns ett antal länder med någorlunda jämställd makt, så som det var i norra Italien under renässansen, och i Europa därefter. I motsats härtill var maktförhållandet i Asien, där Mellanöstern, Kina och det Osmanska riket ansåg sig vara överlägsna och enrådiga, varför en bilateral diplomati och försök till maktbalans omintetgjordes. Det var inte förrän på 1800-talet dessa områden började sända beskickningar till andra länder.

## Diplomatisk immunitet
Diplomatisk immunitet är en uråldrig praxis, men den kodifierades först 1961 med Wienkonventionen om diplomatiska relationer, där det utfärdas förbud mot att dra diplomater inför rätta eller utfärda straff för diplomater som är i tjänst. Diplomater får inte heller gripas av polisen i värdlandet. Om en person begår ett brott i sitt värdland kan diplomaten förklaras persona non grata. När detta händer brukar diplomaten ställas inför rätta i sitt hemland. Personal vid en beskickning har olika grad av immunitet (fullständig immunitet, immunitet endast i tjänsten etc.).
Diplomaters dokument anses likaledes tabu, och de kan därför resa till andra länder utan att få sina handlingar undersökta.
Beskickningar kan likafullt hämtas hem i tider av oro i värdlandet. Detta innebär inte alltid att staternas relationer är störda, utan görs för att skydda diplomaterna från interna oroligheter. Det förekommer också att ambassadörer reser hem i demonstrativ protest mot förhållanden i värdlandet. I båda fallen brukar lägre tjänstemän stanna.

## Agremang
Agremang är en term inom diplomatin. Innan en ambassadör utnämns, ber man den mottagande staten att godkänna den person man har föreslagit till posten; man ber om samtycke. Normalt brukar kandidaten godkännas. I annat fall behöver den mottagande staten inte motivera sitt beslut (franska: agrément = samtycke).

## Diplomater som garantier
I Mellanöstern och andra länder är traditionerna annorlunda än i Europa och västvärlden. I Osmanska riket sågs en beskickning som en garanti för att besökarlandet skulle uppföra sig väl. Om en stat bröt mot en överenskommelse eller på annat sätt agerade på ett oönskat sätt, kunde diplomaterna straffas. Diplomater var med andra ord eftertraktade i värdlandet, och användes för att driva igenom beslut och för att upprätthålla internationell rätt. För att säkerställa att makthavare brydde sig om sin diplomats välbefinnande, behövdes diplomater med hög position i samhället. Denna tradition ligger bakom händelseutvecklingen i gisslandramat i Iran 1979 – för att straffa USA för påstådda överträdelser hölls deras diplomater som gisslan. Denna tradition förekom även i Europa under medeltiden.

## Diplomati och spionage
Diplomati och spionage hänger nära samman. Ambassader hyser såväl diplomatiska verksamheter som spionage, och somliga diplomater har öppet varit spioner. Till exempel ingår det i militärattachéns uppgifter att skaffa sig så mycket kunskap som möjligt om värdlandets armé. Denna uppgift är fullständigt erkänd, och de bjuds in till värdlandets militära ceremonier och andra officiella sammanhang. Även mer ljusskygg underrättelsetjänst förekommer, och denna informationsverksamhet är essentiell för diplomatin. Om en spion upptäcks ska de sändas hem, men ofta får de stanna och utnyttjas till kontraspionage.
Spionage spelar en allt större roll för diplomatin. Fördrag om vapenkontroll skulle inte kunna ingås utan sondering och satelliter. Spioners information kan användas till allt från handelsavtal till tvister om nationsgränser.

## Diplomatiskt erkännande
Diplomatiskt erkännande är ofta avgörande för huruvida en nation betraktas som en självständig stat. Att erhålla ett sådant erkännande är som regel svårt, även för länder som faktiskt är självständiga. I flera årtionden efter att Nederländerna blivit självständigt, vägrade till och med dess närmaste bundsförvanter att ge det fullt erkännande. Nuförtiden finns några länder som är självständiga, som inte har erkänts av alla, som Kinas vägran att erkänna Taiwan. Erkännandet av staten Palestina är ett annat exempel.
Detta diplomatiska erkännande ska inte ha någon betydelse, enligt artikel 3 i Montevideokonventionen: ”Den politiska existensen av en stat är oberoende av andra länders erkännande.” I praktiken spelar dock detta erkännande en stor roll.

## Informell diplomati
Informell diplomati, även kallat Track II-diplomati, har använts i århundraden av stater för att kommunicera med varandra. De flesta diplomater arbetar för att rekrytera personer i andra länder som kan ge information om styrelsen där. I vissa fall, som mellan USA och Kina, utgörs en stor del av de diplomatiska förbindelserna av halvformella kanaler via universiteten.
Track II-diplomati är en särskild form av informell diplomati när agenterna inte är yrkesdiplomater, utan akademiker, pensionerade ämbetsmän, kändisar och aktivister, och dessa anlitas för en dialog i syfte att lösa en konflikt eller bygga upp ett förtroende. Ibland är det staten som inrättar sådana Track II-utbyten. Ibland har dessa ingen koppling alls till regeringen, utan kan tvärt om stå i opposition till sitt lands styrelse; sådana kallas vanligen Track III.